# Campo Hidrotermal Rainbow

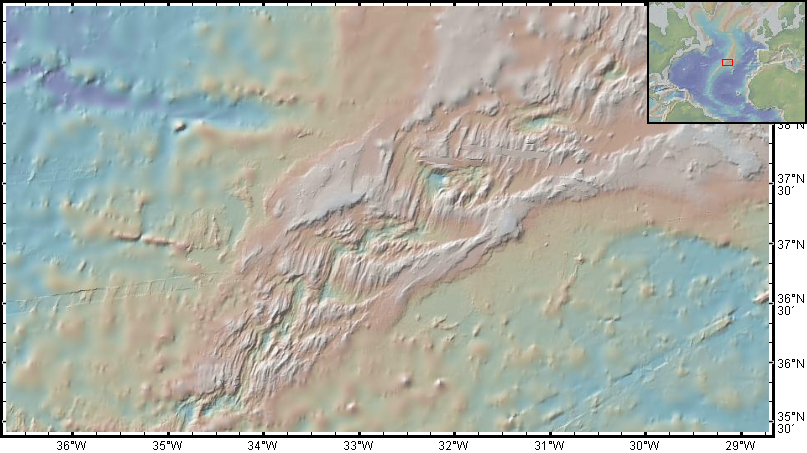
Batimetria da região da junção tripla dos Açores. Nesta imagem, o Campo Hidrotermal Rainbow está localizado no 36° 14' N e 34° 5' W.

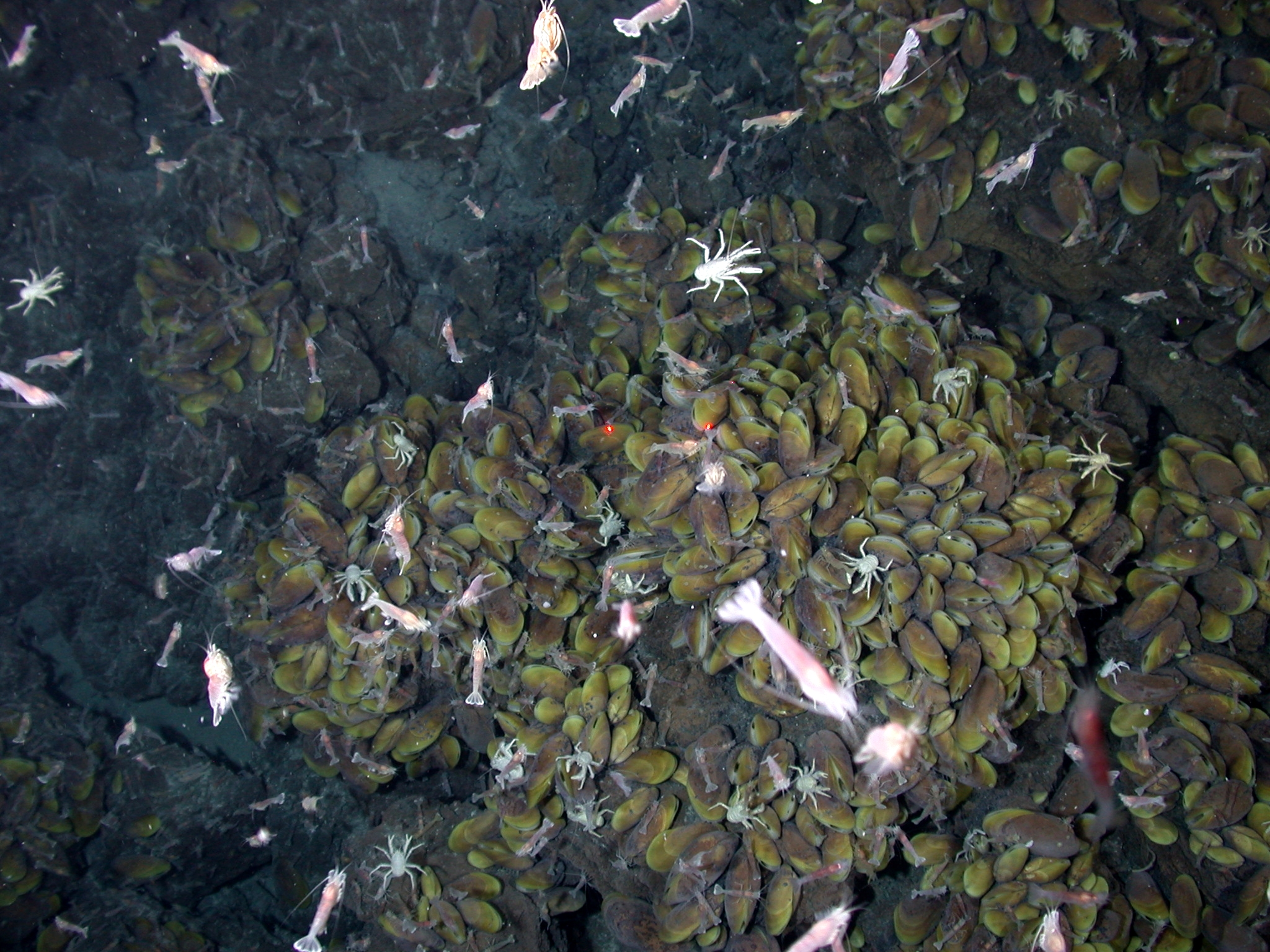
Alguma da fauna típica da região do Rainbow.

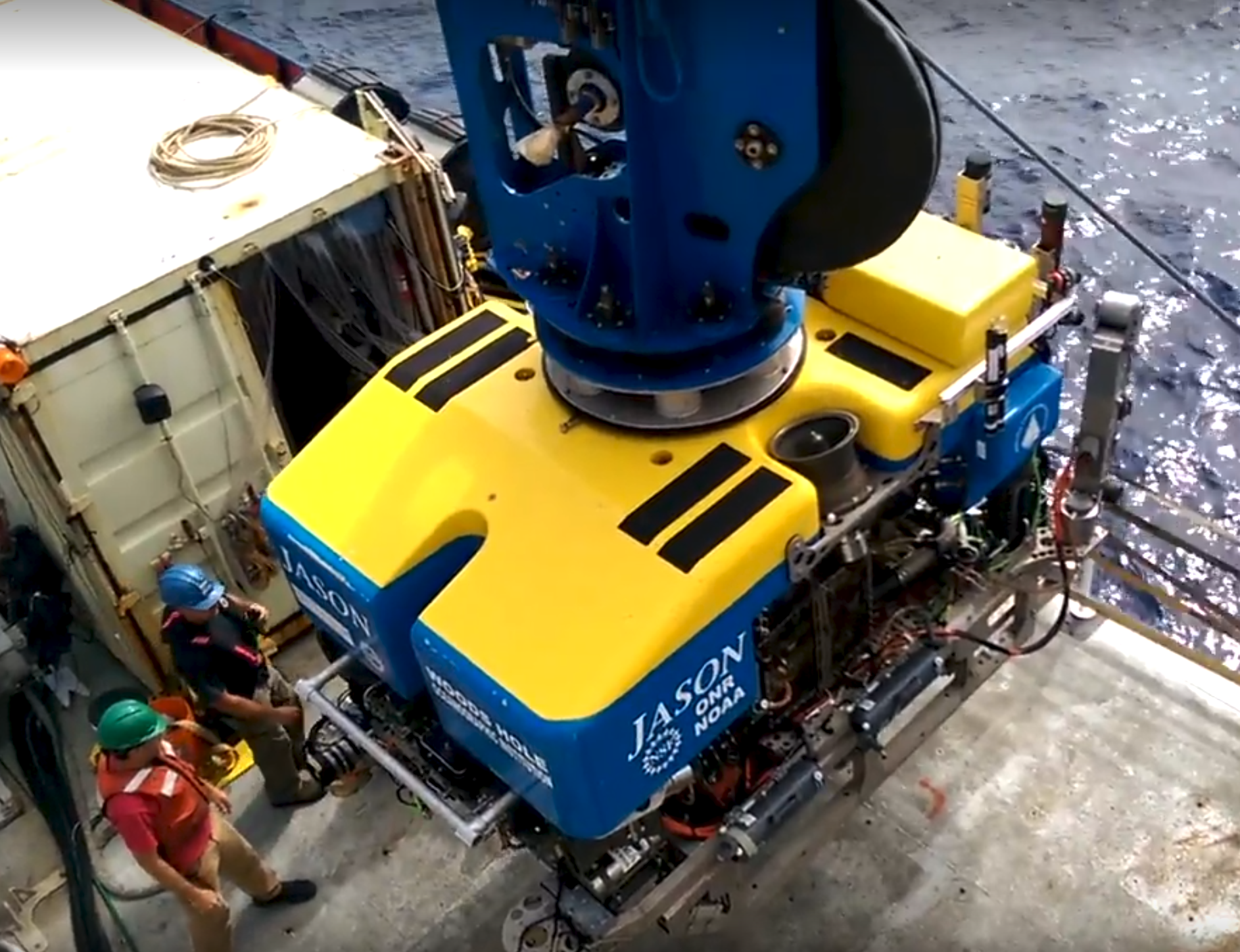
ROV JASON, operado pela Woods Hole Oceanographic Institution.

Um exemplo de diagrama de fases para um material. Quando os fluidos hidrotermais atingem uma temperatura suficientemente alta, tornam-se gasosos e perdem cloro antes de sair por uma chaminé de ventilação.

O Campo Hidrotermal Rainbow é um sistema hidrotermal de grande profundidade, instalado sobre formações ultramáficas a cerca de 2 300 metros de profundidade sobre a Dorsal Média do Atlântico (MAR) na posição 36° 14' N e 33° 54' W, cerca de 370 km (200 milhas náuticas) a sudoeste da ilha do Faial (Açores). Foi localizado em 1994 a partir de leituras de temperatura de 10 fumarolas negras de alta temperatura, onde os fluidos podem exceder 365 °C. Com uma área de 1,5 km2, este campo hidrotermal é superior em área e situa-se a menor profundidade do que a maioria dos outros campos similares situados na secção dos Açores da dorsal Mesoatlântica, tendo sido usado frequentemente para amostragem e modelação geoquímica devido à proximidade dos Açores e à comprovada presença de serpentinização devida à circulação hidrotermal e síntese hidrotérmica. Embora não seja ativamente em desenvolvimento, o Campo Hidrotermal Rainbow está dentro da área de pesquisa do MoMAR (Monitoring of the Mid Atlantic Ridge) para eventual instalação de um observatório marinho.

## Descrição
O Campo Hidrotermal Rainbow está localizado num maciço situado entre os 2275–2335 m profundidade, numa região onde existem dois campos hidrotermais fósseis (essencialmente inativos), que foram denominados Campo Hidrotermal Ghost City e Campo Hidrotermal Clamstone.
Integrado numa dorsal ultralenta, com uma taxa de expansão crustal de aproximadamente 2,2 cm/ano, a zona é atravessada por extensas falhas que elevaram formações de gabros e peridotitos, expondo estas rochas ultramáficas à ação da água do mar fria. Estas falhas podem também pode ser responsáveis pelos sismos de magnitude 3-3,5 observados em dados hidroacústicos, sugerindo que a região é tectonicamente ativa.
Ao contrário dos sistemas de basaltos de alta temperatura, esta configuração ultramáfica está associada a uma anomalia magnética positiva, postulado para vir de precipitação de magnetite. O sítio Rainbow ativo exibe numerosas chaminés ativas e inativas em afloramentos de peridotitos serpentinizados, distinguíveis da cobertura de sedimentos por se projetarem acima da sua superfície ou por aparecerem em escarpas. As concentrações de cloreto dos fluidos hidrotermais sugerem uma fonte de calor comum para o local, embora a localização e a geometria das fontes de calor sejam desconhecidas.
A geologia, a biologia e o conteúdo de fluidos das chaminés hidrotermais tornam o Rainbow comparável a outras fontes hidrotermais quentes dos Açores, como os campos hidrotermais Lucky Strike e Menez Gwen. No entanto, a clorinidade, concentração de metais e pH tornam-no distinto em relação aos campos hidrotermais vizinhos. Como um campo hidrotermal de alta temperatura, instalado sobre rochas ultramáficas, o pH dos fluidos é muito baixo, com altas concentrações de H2 e CH4 geradas a partir de interações das água superaquecidas com as rochas ígneas máficas encaixantes.
Dado o seu interesse para o conhecimento dos ecossistemas ricos em extremófilos das fontes hidrotermais de grande profundidade, o Campo Hidrotermal Rainbow teve várias visitas desde sua descoberta inicial em 1994. Nessas campanhas de investigação foram utilizados veículos operados remotamente (ROVs), submersíveis e sondas diversas com o objetivo de amostrar, caracterizar e explorar o campo fumarólico.

### Circulação hidrotérmica
Devido às extensas falhas que cruzam o maciço Rainbow, a água fria e salgada do oceano é capaz de penetrar profundamente nos materiais geológicos que constituem o fundo do mar. Esta água circula profundamente através das linhas de falha, reagindo ativamente com os vários sedimentos e camadas rochosas presentes até ser fortemente aquecida pela fonte de calor subjacente. Quando aquecida, pode passar por uma transição de fase, muitas vezes resultando em mudanças dramáticas na química do fluido. Ejetados de volta à superfície da formação rochosa através das fontes hidrotermais, os fluidos superaquecidos sobem e são ejetados do fundo do mar, onde uma queda rápida na temperatura da resultante mistura com a água do mar fria pode fazer com que alguns compostos químicos sejam precipitados a partir da solução e formem chaminés.
Com relativamente pouco basalto dentro de uma área de cerca de um quilómetro em torno do campo de hidrotermal, a maioria das reações que influenciam os fluidos ejetados durante a circulação hidrotermal provêm do contacto com rochas em diferentes graus de serpentinização e com venamentos de peridotitos. Rochas ricas em olivina, como os troctólitos, sofrem significativa alteração, sendo parcialmente substituídas por serpentinites e magnetite. Há evidências de alteração de serpentinites a alta temperatura em algumas amostras com serpentinite preexistente, demonstrando sobreimpressão de serpentinites com maior teor de ferro. Peridotitos miloníticos presentes no campo hidrotermal mostram deformação plástica e estão sobreimpressos por serpentinites e clorites.
O Campo Hidrotermal Rainbow exibe fluidos de hidrotermais muito ácidos (pH ~ 2,8) de iões de hidrónio libertados de numerosas interações de rochas ultramáficas durante a circulação hidrotermal. Estes fluidos também contêm várias moléculas de carbono orgânico, desde alcanos e fenóis até complexos hidrocarbonetos aromáticos policíclicos (PAHS) e acidos gordos biogénicos.
A presença dessas moléculas orgânicas de carbono sugerem organismos vivendo dentro das fontes, aproveitando as reações quimiossintéticas para metabolizar. As reações de serpentinização ocorrem com circulação hidrotérmica, fazendo com que a água reaja com os minerais quentes contendo ferro, libertando o gás H2 e transformando a rocha base.  A serpentinização também pode ser responsável por uma parte significativa do metano produzido no Rainbow.
Sabe-se que os fluidos de circulação hidrotermal circulam até muitos quilómetros a nordeste das fumarolas associadas, depositando os compostos que transportam no fundo do mar, longe da sua fonte.

### Separação de fase
Nas fontes hidrotermais a separação de fases pode ocorrer quando a água do mar é aquecida a uma suficientemente temperatura alta para formar uma segunda fase. Em pressão abaixo do ponto crítico (298 bar, 407 °C para água do mar), a água do mar ferve e produz uma fase de vapor. A uma pressão acima da pressão crítica forma-se uma salmoura salina como segunda fase. Na subsuperfície, as forças gravitacionais podem levar à separação das duas fases.
As águas em circulação profunda no Campo Hidrotermal Rainbow sobem a uma pressão ou temperatura suficientemente altas para que reajam com a rocha e os constituintes químicos sejam dissolvidos ou precipitados do fluido hidrotermal. As concentrações químicas no fluido são ainda mais modificadas quando sofre separação de fases, porque os constituintes voláteis estão concentrados na fase rica em vapor e os iões metálicos na salmoura. A separação de fases tem grande influência sobre o cloro, um elemento abundante na água do mar com poucas reações fora da separação de fases, muitas vezes é normalizado para avaliar o equilíbrio termodinâmico dentro do sistema de dorsais oceânicas. Dependendo da estabilidade química dos elementos, a água que penetra no fundo do mar exibirá diferentes características químicas quando volta a sair.
No Campo Hidrotermal Rainbow, a separação de fases é a causa sugerida para concentrações particularmente altas de cloreto, elementos traço e hidrónio, pois estas concentrações diferem muito de outros campos hidrotermais semelhantes da dorsal Mesoatlântica (MAR), como o Campo Hidrotermal Logatchev. Além disso, os fluidos das chaminés do Rainbow têm as maiores concentrações de muitos elementos encontrados nas fumarolas dos Açores, como hidrogénio, elementos de transição e terras raras (REE). Devido ao pH extremo do termo extremo da série mineral correspondente, acredita-se que o cloreto atue como o catião dominante e, portanto, forme muitos complexos fracos com outros elementos a altas temperaturas. Esses complexos tornam-se instáveis quando o pH aumenta ou a temperatura diminui, libertando metais de transição e REEs.
As amostras do termo extremo da série mineral do fluido que foram observadas em diferentes locais de atividade hidrotermal apresentam concentrações muito semelhantes de manganês e magnésio, o que sugere uma fonte de calor comum para as fumarolas. Pode haver, no entanto, mais fontes de calor no Rainbow, considerando as complexas falhas tectónicas e os grandes volumes de gabro e peridotito presentes na formação.

### Biologia
O Campo Hidrotermal Rainbow tem sido um ambiente estável para a vida microbiana durante um largo período geológico, sendo por isso caracterizado por uma grande biodiversidade de membros do grupo Archaea e de bactérias nos campos fumarólicos. Diversos micróbios são conhecidos por utilizarem a energia química do gás H2 e da oxidação do H2S, tal como alguns organismo quimiotróficos pertencentes à linhagem filogenética do superfilo dos Asgardarchaeota. Os Asgardarchaeota são um grupo recentemente descoberto com uma ancestralidade que se postula os coloque evolutivamente entre os procariotas e os eucariotas.
Alguns dos alcanos biogénicos encontrados nos fluidos hidrotérmico sugerem a presença de bactérias ou archaea capazes de metabolismo de oxidação de sulfeto. No entanto, também há evidências abundantes de produção abiótica de moléculas orgânicas e inorgânicas no Campo Hidrotermal Rainbow, entre as quais metano e carbonatos, que podem ter apoiado o início da vida. Devido às altas temperaturas, baixo pH e longevidade da atividade fumarólica, há um forte argumento para apontar como origem da vida locais semelhantes ao Maciço Rainbow.
Em relação à macrofauna, o Maciço Rainbow fornece habitat a muitos tipos de decápodes e moluscos, como os pertencentes aos grupos Alvinocarididae e Bathymodiolus, respectivamente, que se alimentam onde os fluidos ricos em nutrientes das fumarolas interagem com as águas frias da zona batipelágica. No Rainbow ocorrem fósseis de muitos tipos de conchas de moluscos das famílias Vesicomyidae e Thyasiridae. Fósseis foram datados em outros locais no maciço Rainbow, incluindo no campo hidrotermal inativo Ghost City, contendo restos de gastrópodes e moluscos com quase 111 000 anos de idade. Carbonatos ricos em conchas foram encontrados no Campo Hidrotermal Clamstone, que podem ter até 25 000 anos.

## Descoberta e exploração inicial
O Campo Hidrotermal Rainbow foi identificado em 1994 através da análise dos dados obtidos durante o HEAT Cruise, uma campanha oceanográfica executada naquela região com recurso a sonar de varrimento lateral TOBI e recolha de dados com amostradores CTD. Aqueles resultados permitiram estabelecer a geomorfologia do maciço Rainbow e das estruturas da dorsal oceânica nas suas vizinhanças. A primeira amostragem dos fluidos provenientes das fontes hidrotermais foi executada durante o cruzeiro de investigação FLORES, em 1997, durante o qual também se recolheram amostras em outros locais da dorsal Médias do Atlântico (MAR) nas proximidades dos Açores, incluindo os campos hidrotermais Menez Gwen e Lucky Strike.
A região em torno do Campo Hidrotermal Rainbow foi estudada com mais detalhe em 2001, durante o cruzeiro de investigação IRIS, com estudos pioneiros no campo do geomagnetismo, gravimetria e recolha de amostras de água com o ROV Victor 6000. Algumas amostras dos fluidos e gases libertados pelas fumarolas foram também recolhidas e analisadas no cruzeiro IRIS de 2001.
Em 2002, o cruzeiro SEAHMA 1 foi conduzido para amostrar a geologia e biologia na região da junção tripla dos Açores, onde as placas tectónicas Africana, Euroasiática e Norte-Americana se encontram. Durante os cruzeiros MoMARDREAM de 2007 e2008, foram utilizados o ROV Victor e o submersível Nautile para coletar uma variedade de amostras geológicas.  Durante os cruzeiros MoMARDREAM foram feitas 29 dragagens (14 em 2007, 15 em 2008), com recolha de amostras.
Foram feitas novas amostragens dos fluidos hidrotermais em 2008, durante o cruzeiro KNOX18RR, com amostras colhidas com recurso ao ROV Jason. Em 2009 foi feito o primeiro cruzeiro de investigação português ao maciço do Rainbow no âmbito da expedição EMEPC/LUSO/2009 destinada a estudar a biologia das fumarolas submarinas dos Açores. Em 2012, foram feitos estudos destinados a avaliar a presença de traços metálicos (traços de metais) avaliados a partir de numerosos estudos de campo do MAR usando o R/V Knorr e o ROV Jason II.

## Usos humanos e conservação
O Campo Hidrotermal Rainbow, assim como todos os outros sistemas hidrotermais em águas profundas, é um local de biologia altamente especializada e estruturas geológicas sensíveis. Devido à sua importância como sistema ultramáfico acessível e exemplar, o Rainbow é um local muito procurado para expedições científicas envolvendo monitoramento intrusivo de longo prazo, manipulação ambiental e amostragem geológica. É também o único campo fumarólico do MAR visitado por turistas. Devido a alguns processos de formação de veios, a extração e mineração são outras atividades que podem vie a perturbar os ecossistemas do maciço.
O Campo Hidrotermal Rainbow tem uma história complexa em relação à conservação a natureza, pois o local está dentro da área marítima abrangida pela Convenção OSPAR, mas fora da zona económica exclusiva de Portugal, à semelhança de outra zona com grande interesse conservacionista, o Monte Submarino Saldanha.  Devido à sua localização, Portugal não foi capaz de distinguir o Rainbow como estando fora da extensa região da plataforma dos Açores, tornando-o, portanto, não qualificado para proteção da OSPAR como um local de alto-mar.  O World Wide Fund for Nature (WWF) solicitou a proteção do Campo Hidrotermal Rainbow em 2005 e, a partir de 2006, Rainbow foi listado pela OSPAR como uma área marinha protegida (AMP) com  22,15 km2 de superfície.
O parlamento dos Açores aprovou em 2011 legislação que criou o Parque Marinho dos Açores, no qual foi incluído o Campo Hidrotermal Rainbow. Nele o Rainbow foi incluído como Área Marinha Protegida do Campo Hidrotermal Rainbow, com a categoria de reserva natural marinha. Com essa inclusão, o campo hidrotermal Rainbow foi a primeira AMP a nível mundial, estabelecida em área fora das ZEE, o que deu a Portugal o pioneirismo neste tipo de medida.